# 2. Klasse A 1912-1913
La 2. Klasse A 1912-1913 è stata la seconda edizione del campionato austriaco di calcio di seconda categoria. Organizzata dalla Niederösterreichischer Fussballverband, vide competere 12 squadre, aventi tutte sede di Vienna e dintorni.
Il campionato iniziò il 1º settembre 1912 e si concluse il 29 giugno 1913 con la vittoria finale del Wacker Vienna.

## Stagione

### Novità
Si aggiungono al torneo due squadre neopromosse: il Vienna Cricket&FC e lo Sturm 1907 Wien.

### Formula
Partecipano 12 squadre in un girone all'italiana. Due punti per la vittoria, un punto per il pareggio e zero punti per la sconfitta. La squadra prima classificata è proclamata campione della categoria e partecipa allo spareggio promozione/retrocessione, affrontando la squadra ultima classificata della 1. Klasse. La squadra ultima classificata viene retrocessa.

## Squadre partecipanti
| Club                | Stagione | Città  | Stadio                         | Stagione precedente |
| ------------------- | -------- | ------ | ------------------------------ | ------------------- |
| Bewegungsspieler    | dettagli | Vienna | ...                            | 9º posto            |
| Blue Star           | dettagli | Vienna | ...                            | 2º posto            |
| Donaustadt          | dettagli | Vienna | ...                            | 5º posto            |
| Favoritner Vorwärts | dettagli | Vienna | ...                            | 7º posto            |
| Nussdorfer          | dettagli | Vienna | ...                            | 10º posto           |
| Ober St. Veit       | dettagli | Vienna | ...                            | 3º posto            |
| Red Star Vienna     | dettagli | Vienna | ...                            | 4º posto            |
| Sturm 1907 Wien     | dettagli | Vienna | ...                            | Neopromossa         |
| Südmark             | dettagli | Vienna | ...                            | 8º posto            |
| Vienna Cricketer    | dettagli | Vienna | Prater-Radrennbahn (Innenraum) | Neopromossa         |
| Wacker              | dettagli | Vienna | Wacker-Platz                   | 1º posto            |
| Wiener Sportfreunde | dettagli | Vienna | ...                            | 6º posto            |

## Classifica finale
|  | Pos. | Squadra                | Pt | G  | V  | N | P  | GF | GS | DR  |
|  | ---- | ---------------------- | -- | -- | -- | - | -- | -- | -- | --- |
|  | 1.   | Wacker                 | 39 | 22 | 17 | 5 | 0  | 85 | 14 | +71 |
|  | 2.   | Wr. Bewegungsspieler   | 30 | 21 | 14 | 2 | 5  | 50 | 21 | +29 |
|  | 3.   | SC Donaustadt          | 28 | 22 | 12 | 4 | 6  | 65 | 33 | +22 |
|  | 4.   | SC Ober St. Veit       | 26 | 19 | 12 | 2 | 5  | 40 | 25 | +15 |
|  | 5.   | SC Südmark             | 23 | 22 | 10 | 3 | 9  | 49 | 43 | +6  |
|  | 6.   | Wiener Sportfreunde    | 23 | 21 | 8  | 7 | 6  | 32 | 34 | -2  |
|  | 7.   | SK Favoritner Vorwärts | 22 | 21 | 8  | 6 | 7  | 27 | 29 | -2  |
|  | 8.   | Blue Star Vienna       | 18 | 22 | 8  | 2 | 12 | 40 | 44 | -4  |
|  | 9.   | Red Star Wien          | 18 | 21 | 6  | 6 | 9  | 42 | 40 | +2  |
|  | 10.  | Vienna Cricketer       | 12 | 22 | 5  | 2 | 15 | 32 | 57 | -25 |
|  | 11.  | Sturm 1907 Wien        | 9  | 22 | 4  | 1 | 17 | 15 | 72 | -57 |
|  | 12.  | Nussdorfer AC          | 6  | 21 | 3  | 0 | 18 | 11 | 83 | -72 |

Legenda:
      Ammessa allo spareggio promozione/retrocessione.
      Retrocessione
Regolamento:
Due punti a vittoria, uno a pareggio, zero a sconfitta.
In caso di arrivo di due o più squadre a pari punti in testa o in coda della classifica, si gioca una o più partite di spareggio.

### Spareggio promozione/retrocessione
Partecipano la squadra prima classificata della 2. Klasse A contro la squadra ultima classificata della 1. Klasse.
|               | Risultato |               | Luogo e data           |
| ------------- | --------- | ------------- | ---------------------- |
| Hertha Vienna | 2 - 0     | Wacker        | Vienna, 20 luglio 1913 |
| Wacker        | 2 - 2     | Hertha Vienna | Vienna, 3 agosto 1913  |
|               |           |               |                        |